# Хайнрих I фон Егисхайм
Хайнрих I фон Егисхайм-Дагсбург (на немски: Heinrich I von Egisheim-Dagsburg; † 28 юни пр. 1050, или ок. 28 юни 1064, или 1065) от род Етихониди, е граф на Егисхайм (Ба Рен) и от 1074 г. граф на Дагсбург и Нордгау в Елзас.

## Произход
Той е син на Хуго VII (IX) († 1046/1049), граф на Дагсбург, и съпругата му Матилда фон Дугха, дъщеря на Алберт, господар на Дугха († сл. 1040). Сестра му Герберга фон Егисхайм е абатиса на Хесен. Той е племенник на Бруно, папа Лъв IX († 1054).
Хайнрих I e погребан в абатство Хесен.

## Фамилия
Хайнрих I се жени за фон Моха, дъщеря на граф Алберт фон Моха (* сл. 1040). Те имат децата:
- Герхард IV фон Егисхайм († сл. 1098), граф на Нордгау (1065) и Егисхайм (1098), женен за Рихарда († сл. 1098)
- Хуго VIII фон Егисхайм († 1089), граф на Егисхайм, от 1074 г. граф на Дагсбург, женен за Мехтилд от Мусон-Бар († 1092/1105) от род Дом Скарпон
- Алберт I фон Егисхайм († 1098), граф на Егисхайм, Дагсбург (1089), на Мец и Моха (в Белгия, 1096), женен пр. 20 май 1096 г. за Ермезинда I Люксембургска († 1141)
- Бруно фон Егисхайм († 1102), гранд-архдякон и приор на Св. Ганголф в Тул (1097 – 1102).
- вер. Хайлвиг, омъжена за Алберт II де Моха († 24 август 1098), син на Алберт I де Моха